# The Charlatans (gruppo musicale inglese)
The Charlatans, conosciuti negli Stati Uniti come The Charlatans UK, sono un gruppo rock alternativo inglese. Fondati nel 1989 a Northwich, vicino Liverpool, si muovono tra rock, psichedelia ed elettronica.
La band è attualmente composta da Tim Burgess (voce), Mark Collins (chitarra), Martin Blunt (basso), Tony Rogers (tastiere). Ex membri del gruppo sono il chitarrista John Baker (1989-1991), il cantante Baz Ketley (1989), il tastierista Rob Collins, il quale morì in un incidente stradale durante la registrazione del loro quinto album Tellin' Stories (edito nel 1997), e il batterista Jon Brookes, morto per un cancro al cervello il 13 agosto 2013.

## Storia

### Formazione (1988-1989)
La band si formò in origine nel West Midlands grazie al bassista Martin Blunt che, dopo lo scioglimento dei Makin' Time, ingaggiò altri musicisti della stessa contea: Rob Collins (tastiere), Jon Brookes (batteria), John Baker (chitarra) e il cantante Baz Ketley, che fu sostituito quasi immediatamente da Tim Burgess.
Sebbene il nome The Charlatans fu usato quando i membri originari abitavano tutti nelle Midlands Occidentali, alcune fonti affermano che la formazione ufficiale avvenne a Northwich, nel Cheshire.
Questo perché la band si trasferì nella città di residenza del nuovo cantante Tim Burgess (che viveva appunto a Northwich) prima dell'uscita del loro singolo di debutto Indian Rope nel 1990, pubblicato sull'etichetta Dead Dead Good Records, di proprietà della stessa band. E questo fatto, per l'accezione data al termine "città di origine" dal Guinness World Records, fa sì che la band risulti formata a Northwich e così registrata nel "Guinness World Records: British Hit Singles and Albums."

### I primi anni (1990-1993)
Il singolo di debutto, Indian Rope, fu una hit indie rock. Tra le molte band indie di quel movimento i Charlatans sono gli unici a usare l'organo Hammond (Rob Collins) e il singolo balzò immediatamente al numero uno delle indie chart. Il gruppo trovò presto una major, la Situation Two (legata alla Beggars Banquet Records), in tempo per la pubblicazione di The Only One I Know, che con il suo sound funk entrò nelle prime dieci posizioni della classifica britannica dei singoli. Nello stesso anno furono pubblicati un altro singolo, Then, e il primo album della band, Some Friendly, ultimo grande disco della cosiddetta scena baggy. In questo periodo i Charlatans furono obbligati ad aggiungere UK al loro nome prima di intraprendere una tournée negli Stati Uniti, per via di una rivendicazione di diritti da parte di un'omonima rock band degli anni Sessanta, The Charlatans.
Baker lasciò la band dopo il singolo Over Rising del 1991 e fu sostituito da Mark Collins (che non era parente di Rob), e la band ingaggiò il produttore discografico Flood per il secondo album Between 10th and 11th (dall'indirizzo del Marque, il locale di New York dove fecero la prima esibizione americana). Pubblicato nel 1992, l'album non riuscì a raggiungere la Top 20 in Inghilterra, cosa che però riuscì al singolo Weirdo. Un doppio fine settimana di concerti ('Daytripper') a Blackpool e Brighton con i Ride coronò il loro successo.
Nello stesso anno la band subì un duro colpo quando Rob Collins fu accusato di rapina a mano armata, dopo che un suo amico aveva rapinato un rivenditore di alcolici mentre lui lo stava aspettando in auto. Collins affermò che non sapeva nulla della rapina fino a quando non sentì un colpo di pistola all'uscita dell'amico dalla bottega, anche se poi ammise che una volta resosi conto di questo non avrebbe dovuto far salire l'amico in macchina. Davanti al giudice si dichiarò colpevole di concorso in rapina e passò quattro mesi in prigione.

### La rinascita a metà anni Novanta (1994-1997)
Il successivo album Up To Our Hips (1994), prodotto da Steve Hillage, segnò il ritorno a un rock più classico e meno incentrato sul funk. Il disco raggiunse l'ottava posizione della classifica britannica degli album.
Nel 1995 il quarto album, l'eponimo The Charlatans, prodotto da Flood, vide la band tornare sulla ribalta inglese, grazie alla prima posizione nella classifica degli album e a un posto nella top 20 con il singolo Just When You're Thinkin' Things Over.
Proprio quando le cose sembravano essersi rimesse a posto, la band fu travolta da una tragedia: il 22 luglio 1996, in piena lavorazione del quinto album Tellin' Stories, il tastierista Rob Collins rimase ucciso in un incidente automobilistico. I Charlatans decisero di andare avanti e per l'estate 1996 ingaggiarono temporaneamente il tastierista Martin Duffy, ex componente di Primal Scream e Felt, per i grandi concerti a Knebworth Park degli Oasis, cui i Charlatans fecero da gruppo spalla.
Tellin' Stories fu pubblicato nel 1997 con contributi sia di Rob Collins sia di Duffy, e con i singoli One to Another, North Country Boy e How High il gruppo raggiunse i suoi massimi successi di sempre.

### Nuova etichetta, nuovo tastierista (1998-2004)
Dopo la pubblicazione della compilation Melting Pot, il contratto con la Beggars Banquet terminò e i Charlatans firmarono con la Universal Records. Burgess che dichiarò che, nonostante avessero amato i tempi con le etichette indipendenti, non erano riusciti a guadagnare molto nei loro otto anni di carriera. Tuttavia i rapporti con la Beggars restarono molto forti e la band collaborò alla realizzazione di Songs From The Other Side, una raccolta di b-side, e del DVD Just Lookin' 1990 - 1997, contenente tutti i video promozionali della band e una selezione di registrazioni dal vivo.
Us And Us Only segnò l'inizio di una nuova era per i Charlatans. La loro prima pubblicazione per la Universal vide anche il debutto del nuovo tastierista Tony Rogers (in precedenza aveva già collaborato nel tour di Tellin' Stories e per i b-side Keep It to Yourself e Clean Up Kid del singolo How High) e il gruppo assunse una leggera connotazione country, pesantemente influenzata dalla passione di Burgess per Bob Dylan. Nel 2001 uscì l'album Wonderland, dalle influenze più soul e dal maggiore groove, mentre nel 2004 la band tornò alle sue sonorità classiche con il disco Up At The Lake.

### Gli anni della Sanctuary (2005-2007)
Il 10 aprile 2006 la band pubblicò il proprio nono album, il primo con la nuova etichetta Sanctuary Records, intitolato Simpatico, un disco intinto di reggae e dub con brani come NYC (There's No Need to Stop) e il primo singolo Blackened Blue Eyes, prodotto da Jim Lowe. Il brano raggiunse la 28ª posizione in classifica, l'album la top 10 subito nella prima settimana dopo l'uscita, ma uscì dalle prime posizioni poco dopo.
Dopo Simpatico, i Charlatans pubblicarono una compilation di singoli intitolata Forever: The Singles, pubblicata su CD e DVD il 13 novembre 2006. La raccolta fu preceduta dalla nuova registrazione (remixata da Youth) di You're So Pretty We're So Pretty, presente originariamente nell'album Wonderland.
Nell'estate del 2008 i Charlatans suonarono come supporter in numerose esibizioni di alto livello, comprese quelle degli Who e dei Rolling Stones, al Wembley Stadium e al Twickenham Stadium di Londra, al Bingley Music Live, al Nass Festival 2007 e al Delamere Forest, nel Cheshire. Una registrazione del Live At Delamere Forest fu pubblicata sul sito ufficiale come download in cinque parti, reso disponibile per un tempo molto limitato.

### Ritorno alle etichette indipendenti (2008-2012)
Nell'ottobre 2007 la band contribuì con il brano Blank Heart, Blank Mind alla compilation Love Music, Hate Racism pubblicata dal magazine New Musical Express. Nello stesso mese il nuovo singolo You Cross My Path fu messo a disposizione per il download gratuito sul sito della radio Xfm. Il 3 marzo 2008 i Charlatans divennero la prima band inglese a pubblicare un album disponibile gratuitamente al download, sempre sul sito della radio XFM. Ciò fu preceduto una settimana prima dall'uscita del secondo singolo, Oh! Vanity. L'album, il decimo, intitolato You Cross My Path, fu poi pubblicato anche fisicamente il 19 maggio 2008 su etichetta Cooking Vinyl, in coincidenza con l'inizio di un tour inglese.
Nel gennaio 2010 Jon Brookes dichiarò, sul blog ufficiale della band, che i Charlatans sarebbero tornati in studio per registrare il loro undicesimo album, la cui uscita era prevista per l'agosto 2010. Il 2010 coincise anche con il ventennale dell'album di esordio della band, Some Friendly, che venne ripubblicato con dei bonus. La pubblicazione del nuovo album e della nuova edizione del primo album fu accompagnata da un esteso tour inglese. Il gruppo si esibì anche al Primavera Sound Festival.
L'undicesimo album, Who We Touch, fu pubblicato il 6 settembre 2010 dalla Cooking Vinyl Records. Trainato dal singolo Love Is Ending, il disco arrivò alla 21ª posizione della Official Albums Chart. Il 15 settembre Brookes ebbe un collasso durante un'esibizione a Filadelfia. Le restanti date del tour statunitense della band furono dunque rinviate dal momento che a Brookes fu diagnosticato un tumore al cervello, per il quale il batterista iniziò una serie di cure, operazioni e la chemioterapia nel Regno Unito. La band concluse il tour britannico con alla batteria Peter Salisbury dei Verve. Brookes fece il suo ritorno alle pelli per i concerti di Natale 2010 e Capodanno 2011.
Il 28 marzo 2011 la Universal Music pubblicò un'edizione deluxe del disco Us & Us Only, edito nel 1999, includendo nella versione una serie di tracce bonus come B-side, registrazioni dal vivo, sessioni radiofoniche e rari remix.
Da marzo ad aprile 2011 Tim Burgess e Mark Collins si esibirono in un tour acustico in giro per il Regno Unito e per l'occasione la band pubblicò l'EP Warm Sounds, contenento sei pezzi dei Charlatans in veste acustica e riarrangiata, tra cui North Country Boy, The Only One I Know e Smash The System. Nel dicembre 2011 la band annunciò che avrebbe eseguito dal vivo tutte le canzoni di Tellin' Stories all'HMV Hammersmith Apollo di Londra e al Barrowland di Glasgow nel giugno 2012.

### La morte di Jon Brookes
Nel 2013 la band tornò nei Big Mushroom studios per cominciare a lavorare ad un nuovo album.
Il 6 maggio uscì in DVD Mountain Picnic Blues, documentario sull'album Tellin' Stories del 1997.
Il 13 agosto 2013 Jon Brookes morì a causa del cancro. Fu Tim Burgess ad annunciare, commosso, la scomparsa dell'amico su Twitter. La band gli rese omaggio organizzando "A Night for Jon Brookes", un concerto commemorativo alla Royal Albert Hall di Londra, dove si esibì ancora una volta con il batterista Pete Salisbury. Oltre ai Charlatans salirono sul palco i Beady Eye, Vaccines e i Manic Street Preachers. I proventi della serata furono devoluti alla Brain Tumour Charity. Il gruppo istituì anche il Fondo Jon Brookes per destinare soldi alla ricerca contro il tumore al cervello.

### Il dodicesimo e il tredicesimo album (2015-oggi)
Il dodicesimo album in studio della band, Modern Nature, uscì il 26 gennaio 2015. Il primo singolo, Talkin In Tones, fu pubblicato il 29 settembre 2014. Il vinile 45 giri, uscito in edizione limitata di appena 500 copie, contiene anche il remix Tonal Nargual (Fur Star Liner Aquatic Ape Mix), prodotto dai Grumbling Fur.
Il disco, che consta di undici nuovi brani, è prodotto dai Charlatans e da Jim Spencer e mixato da Craig Silvey (Arcade Fire, Portishead). L'album si avvale dei contributi di Peter Salisbury dei Verve, Stephen Morris dei New Order e di Gabriel Gurnsey dei Factory Floor, oltre che delle cantanti dei Kate Bush Melanie Marshall e Sandra Marvin, di Sean O'Hagan agli archi e Jim Paterson dei Dexys Midnight Runners agli ottoni.
Il 26 maggio 2017 esce il tredicesimo album del gruppo, Different Days, co-prodotto con Jim Spencer. Il disco vede la collaborazione di "ospiti" d'eccezione come Anton Newcombe, Paul Weller, Johnny Marr, Ian Rankin, Sharon Horgan, Pete Salisbury dei Verve, Stephen Morris e Gillian Gilbert dei New Order, Nick Void dei Factory Floor, Donald Johnson degli A Certain Ratio e Kurt Wagner. Il primo singolo, Plastic Machinery, realizzato in collaborazione con Marr e Newcombe.
Il 15 ottobre 2021 esce A Head Full of Ideas: The Best of Charlatans, una selezione con i migliori brani della band.
Il 1º giugno 2022 la band si esibisce come gruppo spalla di Liam Gallagher al City of Manchester Stadium. Il 16 luglio seguente apre il concerto di Gerry Cinnamon ad Hampden Park, stadio di Glasgow.

## Membri

### Formazione attuale
- Tim Burgess (voce)
- Mark Collins (chitarra)
- Martin Blunt (basso)
- Tony Rogers (tastiere)

### Ex membri
- John Baker (chitarra) (1989-1991)
- Baz Ketley (voce) (1989)
- Rob Collins (tastiere) (1989-1996)
- Jon Brookes (batteria e percussioni) (1989-2013)

## Discografia

### Album in studio
- Some Friendly (1990)
- Between 10th and 11th (1992)
- Up to Our Hips (1994)
- The Charlatans (1995)
- Tellin' Stories (1997)
- Us and Us Only (1999)
- Wonderland (2001)
- Up at the Lake (2004)
- Simpatico (2006)
- You Cross My Path (2008)
- Who We Touch (2010)
- Modern Nature (2015)
- Different Days (2017)

### Album dal vivo
- Live It Like You Love It (2002)
- Live at Delamere Forest (2007)
- Some Friendly - 20th Anniversary Concerts (2010)

### Raccolte
- Melting Pot (1998)
- Songs from the Other Side (2002)
- Forever: The Singles (2006)
- Collection (2007)
- The Best of the BBC Sessions 1999-2006 (2008)
- A Head Full of Ideas: The Best of Charlatans (2021)